# Ева Ріффе
Ева Ріффе (фр. Éva Riffet, 5 грудня 1974) — французька синхронна плавчиня.
Учасниця Олімпійських Ігор 1996 року, де в змаганнях груп у складі своєї збірної посіла 5-те місце.